# Rating of perceived exertion
Im Sport und insbesondere bei Belastungstests ist das Rating of Perceived Exertion (RPE), gemessen mittels der Borg-Skala für körperliche Anstrengung (RPE-Skala), ein häufig genutztes quantitatives Maß für die wahrgenommene Anstrengung bei körperlicher Aktivität. In der Medizin wird dies verwendet, um die Anstrengung des Patienten während eines Tests zu dokumentieren. Sporttrainer verwenden die Skala, um die Intensität von Training und Wettkampf zu beurteilen. Die originale, von Gunnar Borg entwickelte Skala bildet die Anstrengung auf einer Skala von 6–20 ab. Borg konstruierte dann eine Kategorie (Englisch: Category, C) Verhältnis (Englisch: Ratio, R) Skala, die Borg CR10-Skala. Sie wird vor allem in der klinischen Diagnostik bei Atemlosigkeit und Dyspnoe, Brustschmerzen, Angina Pectoris und Schmerzen des Bewegungsapparats verwendet.
Die Borg-Skala ist vergleichbar mit anderen linearen Skalen wie der Likert-Skala und der visuellen Analogskala. Die Sensitivität und Reproduzierbarkeit der Ergebnisse ist größtenteils sehr ähnlich, jedoch übertrifft die Borg-Skala in einigen Fällen die Likert-Skala.

## Bedeutung der Werte
Die Borg RPE Skala ist eine numerische Skala die von 6 bis 20 reicht. Hierbei steht die Wertung 6 für "gar keine Anstrengung" und die Wertung 20 für "maximale Anstrengung". Um eine Messung durchzuführen, wird ein Wert gewählt, der die Anstrengung während einer durchgeführten körperlichen Aktivität am besten beschreibt. Für die Konzeption der Skala wurden die Werte so festgelegt, dass der Borg-Wert multipliziert mit 10 in etwa der Herzrate eines jungen, gesunden Probanden entspricht.
- 6 – Keine Anstrengung
- 7 – Extrem leicht
- 8
- 9 – Sehr leicht
- 10
- 11 – Leicht
- 12
- 13 – Etwas schwer
- 14
- 15 – Schwer
- 16
- 17 – Sehr schwer
- 18
- 19 – Extrem schwer
- 20 – Maximale Anstrengung

## Anwendung im Krafttraining
Traditionell wurde das Rating of perceived exertion zur Messung der Anstrengung und zur Regulierung der Intensität bei aeroben Belastungen verwendet. Neuerdings wurden RPE-basierte Methoden jedoch auch für Intratraining-Feedback über die wahrgenommene Anstrengung während eines explosiven Krafttrainings verwendet. Dies soll Trainierenden ermöglichen, die Intensität so zu steuern, dass der Poweroutput maximiert und die Gesamtermüdung eines einzelnen Trainings gemessen werden kann.